# Carlos Adriano de Jesus Soares
Carlos Adriano de Jesus Soares (sinh ngày 10 tháng 4 năm 1984) là một cầu thủ bóng đá người Brasil.

## Sự nghiệp câu lạc bộ
Carlos Adriano de Jesus Soares đã từng chơi cho Kyoto Purple Sanga và Yokohama FC.

## Thống kê câu lạc bộ

### J.League
| Đội                | Năm       | J.League | J.League | J.League Cup | J.League Cup | Tổng cộng | Tổng cộng |
| Đội                | Năm       | Trận     | Bàn      | Trận         | Bàn          | Trận      | Bàn       |
| ------------------ | --------- | -------- | -------- | ------------ | ------------ | --------- | --------- |
| Kyoto Purple Sanga | 2005      | 34       | 15       | -            | -            | 34        | 15        |
| Kyoto Purple Sanga | 2006      | 10       | 2        | 5            | 2            | 15        | 4         |
| Yokohama FC        | 2006      | 24       | 18       | -            | -            | 24        | 18        |
| Tổng cộng          | Tổng cộng | 68       | 35       | 5            | 2            | 73        | 37        |